# Saicella lilinoe
Saicella lilinoe är en insektsart som beskrevs av Polhemus 2000. Saicella lilinoe ingår i släktet Saicella och familjen rovskinnbaggar. Inga underarter finns listade i Catalogue of Life.